# Botngård
Botngård est une ville norvégienne, centre administratif de la commune de Ørland, située dans le comté de Trøndelag.
Située au fond du fjord de Bjugn, elle comptait une population de 1 263 habitants en 2018.